# Aspektpaar
Ein Aspektpaar besteht aus zwei Verben mit verschiedenem Wortstamm, aber gleicher lexikalischer Bedeutung. Der Unterschied besteht hinsichtlich des ausgedrückten Aspekts. Aspektpaare kommen in den slawischen Sprachen vor, da die Verben dieser Sprachen unterteilt sind in diejenigen, die den perfektiven Aspekt (vollendete Form) und diejenigen, die den imperfektiven Aspekt (unvollendete Form) ausdrücken. Da die lexikalische Bedeutung gleich ist, sind beispielsweise die zwei Teile eines russischen Aspektpaars mit demselben deutschen Wort zu übersetzen. Ist der Wortstamm gleich, handelt es sich nicht um ein Aspektpaar, sondern um Aspekthomonyme.

## Beispiele
- russ. писать (pisát'), написать (napisát') = 'schreiben'